# Bernhardshof (Gemeinde Kirchschlag)
Bernhardshof ist eine Ortschaft und eine Katastralgemeinde der Gemeinde Kirchschlag im Bezirk Zwettl in Niederösterreich.
Der Ort liegt nordöstlich von Kirchschlag oberhalb des Bernhardshofer Baches, durch den Ort führt die Landesstraße L7191.

## Siedlungsentwicklung
Zum Jahreswechsel 1979/1980 befanden sich in der Katastralgemeinde Bernhardshof insgesamt 18 Bauflächen mit 8.257 m² und 6 Gärten auf 237 m², 1989/1990 gab es 23 Bauflächen. 1999/2000 war die Zahl der Bauflächen auf 40 angewachsen und 2009/2010 bestanden 29 Gebäude auf 68 Bauflächen.

## Geschichte
Der Ort wird spätestens 1529 zum ersten Mal schriftlich erwähnt und geht vermutlich auf einen Urhof zurück.
Im Eintrag der Josephinischen Fassion aus Jahre 1786/87 gab es im heutigen Ort 9 Häuser.
Im Jahr 1822 wurde der Ort als Dorf mit 16 Häusern genannt, das nach Kirchschlag eingepfarrt war, wohin auch die Kinder eingeschult wurden. Die Herrschaft Gutenbrunn besaß die Ortsobrigkeit und besorgte die Konskription. Die Landgerichtsbarkeit wurde von der Herrschaft Pöggstall ausgeübt. Die Untertanen und Grundholde des Ortes gehörten der Herrschaft Gutenbrunn.
Nach der Entstehung der Ortsgemeinden 1849 wurde der Ort eine Katastralgemeinde der Ortsgemeinde Kirchschlag.
Laut Adressbuch von Österreich waren im Jahr 1938 in Bernhardshof ein Erzeuger von Geräten, ein Viehhändler, ein Viktualienhändler und mehrere Landwirte ansässig.

## Bodennutzung
Die Katastralgemeinde ist landwirtschaftlich geprägt. 128 Hektar wurden zum Jahreswechsel 1979/1980 landwirtschaftlich genutzt und 7 Hektar waren forstwirtschaftlich geführte Waldflächen. 1999/2000 wurde auf 126 Hektar Landwirtschaft betrieben und 9 Hektar waren als forstwirtschaftlich genutzte Flächen ausgewiesen. Ende 2018 waren 123 Hektar als landwirtschaftliche Flächen genutzt und Forstwirtschaft wurde auf 9 Hektar betrieben. Die durchschnittliche Bodenklimazahl von Bernhardshof beträgt 19,7 (Stand 2010).